# III bitwa pod Panipatem
III bitwa pod Panipatem – starcie zbrojne, które miało miejsce dnia 14 stycznia 1761 r. w trakcie walk Afgańczyków z Marathami w Indiach.
Do bitwy doszło w dzisiejszym stanie Haryana w Indiach. Armia afgańska w sile 80 tys. ludzi dowodzona przez Ahmeda Szaha Durraniego pokonała wojska Marathów (55 tys. ludzi) pod wodzą Sadaśiwrao Bhau. Klęska Marathów przybliżyła Brytyjczykom drogę do całkowitej kolonizacji Indii.